# Shark Tale
Shark Tale è un film d'animazione del 2004 diretto da Vicky Jenson, Bibo Bergeron e Rob Letterman.
Prodotta dalla DreamWorks, la pellicola è stata presentata fuori concorso, come evento speciale al 61º Festival di Venezia.

## Trama
Oscar è un pesce pulitore che vive nell'Oceano Atlantico, e lavora in un autolavaggio "per balene", ma sogna di arrivare in cima al reef: il suo problema è la mancanza di denaro, che si intravede nel giorno in cui il suo capo, un pesce istrice di nome Sykes, nonché suo fratellastro, gli chiede la restituzione di un prestito di 5000 cucozze (la valuta locale, paragonabile ai dollari) perché minacciato dallo squalo Don Lino, il boss del reef. Oscar viene aiutato dalla sua migliore amica: Angie, un pesce angelo, la quale gli dà una sua preziosissima perla rosa appartenuta a sua nonna, così che Oscar possa rivenderla.
Intanto in un relitto (del Titanic, visto il disegno appeso ad una parete della nave), Don Lino sta discutendo con il figlio Lenny, che non ha mai mangiato un pesce (è vegetariano ma nessuno lo sa). Don Lino non può accettare la cosa e costringe il figlio a mangiare un gambero, ma Lenny, invece di mangiarlo, lo libera insieme a tutti gli altri gamberi. Don Lino allora dà ordine a Frankie, fratello maggiore di Lenny, di prenderlo con sé e di insegnargli ad "essere uno squalo". Intanto Oscar ha rivenduto la perla e ha guadagnato i soldi per saldare il debito, ma invece di consegnarli a Sykes li scommette all'ippodromo sull'ippocampo Lucky Day: tutto sembra andare bene finché Lucky Day cade, perdendo la corsa. Oscar allora viene legato, imbavagliato e torturato su ordine di Sykes dai suoi scagnozzi, due meduse gemelle Ernie e Bernie.
Nel frattempo Frankie insegna a Lenny a cacciare e trovano Oscar che viene tormentato da Ernie e Bernie. Quando Frankie ordina a Lenny di mangiare Oscar sotto il suo sguardo, le due meduse scappano. Lenny tenta di far scappare Oscar, ma Frankie se ne accorge e insegue il protagonista, finendo per essere ucciso da un'ancora. Lenny pensa di essere il responsabile del suo decesso e scappa, ma Ernie e Bernie, sentendo il rumore causato dall'ancora, tornano indietro e trovano Oscar vicino al corpo dello squalo che improvvisa mosse da karateka. Oscar racconta a tutto il reef di essere stato lui a uccidere Frankie, diventando così lo "scanna-squali". Oscar diventa socio di Sykes conducendo una vita lussuosa, ma deve fare i conti con le sue bugie. Infatti, dopo il funerale di Frankie, Lenny scappa di casa e incontra per caso Oscar, al quale chiede aiuto promettendo che non avrebbe svelato la sua bugia.
Il giorno dopo Oscar, dopo aver parlato con Lola (un'attraente pesce leone per la quale ha una cotta), decide di parlare con Lenny per farlo andare via. Quando arriva da Lenny trova Angie, che gli rivela di aver scoperto tutto grazie a Lenny. Angie chiede a Oscar di dire la verità, ma lui ha un'idea migliore: fingerà di combattere e sconfiggere Lenny davanti a tutto il reef. Il piano funziona: Lenny viene sconfitto per finta da Oscar, poi i parenti di Lenny, venuti per uccidere Oscar, tornano indietro. Poco dopo, Lola bacia Oscar davanti agli occhi di tutto il reef. Subito dopo Oscar torna da Lenny e Angie, la quale si infuria con Oscar per Lola. Dopo continui insulti e offese a Lola, Angie rivela di essere innamorata di Oscar, per poi cacciarlo via. Oscar, depresso per questa dura discussione con Angie, si reca nel palazzo dove vive ora, per cercare consolazione. Il pesciolino, dopo averci pensato per un po', lascia Lola, ma lei, dopo essersi adirata, lo malmena duramente.
La mattina seguente, Oscar compra dei regali e corre da Angie per dirle che la ama; tuttavia quando arriva non riesce a trovarla. In seguito riceve una telefonata da Luca (un polpo sgherro di Don Lino) in cui gli parla di un meeting con il boss degli squali al quale Oscar deve presentarsi obbligatoriamente: in caso contrario, Angie verrà uccisa. Dopo aver detto la verità a Sykes, Oscar si reca al meeting per salvare Angie, insieme a Sykes e Lenny travestito da delfino. Arrivati lì, i tre trovano Angie legata e imbavagliata. Inizialmente Oscar per liberarla finge di non conoscerla, ma poi spunta fuori Lola che rivela agli squali il contrario. Oscar ordina a Lenny di divorare Angie però poco dopo averla messa in bocca la risputa, facendo capire a Don Lino la verità. Don Lino dice al figlio che stare con Oscar è sbagliato, dopodiché quest'ultimo si mette in mezzo e Don Lino insegue Oscar per ucciderlo personalmente.
Finito un lungo inseguimento Oscar riesce a intrappolare Don Lino nei macchinari del lavaggio balena e si appresta a rivelare il proprio amore a Angie, ma viene interrotto dai fan. Oscar, stanco dei fan e realizzando il pasticcio causato dalla sua menzogna, dice la verità, affermando di averli ingannati, spiegando quindi che un'ancora è stata la causa della morte di Frankie. A tal proposito, Don Lino non capisce perché Lenny sia scappato. Quando Lenny gli risponde, Oscar convince Don Lino che qualunque cosa sia Lenny lui come padre, deve volergli bene e accettarlo così com'è, e lo esorta a non fare il suo stesso sbaglio, ovvero di non rendersi conto di quello che ha dopo averlo perduto. Don Lino capisce il suo errore e chiede a Oscar di liberarlo per poter riabbracciare suo figlio e perdonarlo, e così succede. Poi Oscar ha la possibilità di confessare a Angie di amarla. Dopo questa confessione i due si baciano, dopo essersi riappacificati. Da quel giorno, Oscar diventa direttore del lavaggio balene insieme a Sykes, Ernie e Bernie, e gli squali diventano tutti amici dei pesci che abitano il reef. Lola intanto è alla ricerca di Oscar ma viene adocchiata da Folle Joe, uno strampalato paguro amico di Oscar.

## Personaggi
- Oscar: è il pesciolino protagonista del film. Lavora come scrosta-lingue all'autolavaggio del reef. È sempre al verde e piuttosto sfortunato. Il suo più grande sogno è di essere ricco, famoso e stare in cima al reef. Si innamora a prima vista di Lola, con cui finirà per fidanzarsi, ma alla fine capirà di amare Angie, la sua migliore amica, che si fidanzerà con lei alla fine del film, e farà riappacificare Lenny e Don Lino.
- Lenny: è uno squalo bianco. A differenza dei suoi simili è sincero, gentile, sensibile e vegetariano. È il figlio minore di Don Lino e ha paura di non essere accettato da lui se gli rivelerà il suo segreto. L'amicizia con Oscar aiuterà Lenny ad avere più fiducia in se stesso. Alla fine del film si riconcilierà con suo padre.
- Don Lino: è un grosso e temibile squalo bianco e l'antagonista principale e poi antieroe del film. Egli è il boss di un'organizzazione mafiosa composta da squali di varie specie, orche, pesci vela e polpi, nonché il padre di Lenny e Frankie; temuto da tutto il reef, spera che Lenny si comporti da vero squalo ma alla fine lo accetterà per quello che è. È ispirato al personaggio di Don Vito Corleone de Il padrino.
- Angie: è una pesciolina che lavora come segretaria all'autolavaggio del reef. È la migliore amica di Oscar ed è anche segretamente innamorata di lui, dove alla fine del film si fidanzeranno.
- Lola: è una sexy e seducente pesciolina e s'interessa a Oscar dopo che lui diviene famoso.
- Sykes: è un pesce istrice. È il capo di Oscar e lavora per conto di Don Lino, di cui ha una grande paura. Parla con un accento napoletano e ogni volta che è preoccupato o arrabbiato, si gonfia come un pallone e parla con una voce stridula.
- Ernie e Bernie: sono due comiche e svitate meduse che fungono da scagnozzi di Sykes. Invece di lavorare, preferiscono vagabondare e fare scherzi agli altri. Saranno i primi, escluso Lenny, a vedere Oscar vicino al corpo senza vita di Frankie, credendo che sia stato il pesciolino ad ucciderlo.
- Frankie: è uno squalo, fratello maggiore di Lenny e figlio preferito di Don Lino. Muore ucciso da un'ancora e Oscar userà la sua morte per diventare lo "scanna-squali".
- Katie Current: è una pesciolina giornalista, sempre alla ricerca di uno scoop.
- Luca: è un polpo ironico e sarcastico, a servizio di Don Lino.
- Folle Joe: un estroso paguro amico di Oscar, che sostiene di essere un consulente finanziario. Egli appare come un senzatetto un po' strampalato ed adesca Lola, trovandosi nel faraonico appartamento di Oscar, situato nel Reef.
- Don Feinberg: un vecchio squalo leopardo, fidato consigliere di Don Lino, dal quale quest'ultimo apprende l'esistenza dello "Scanna-squali".

## Produzione
Il film venne annunciato per la prima volta nell'aprile 2002, con il titolo Sharkslayer. Nel settembre 2003, venne rinominato Shark Tale per rendere il titolo meno violento e più adatto alle famiglie. Shark Tale è il primo film interamente animato al computer prodotto nello stabilimento di Glendale della DreamWorks Animation.
James Gandolfini doveva inizialmente dare la voce a Don Lino, ma ha dovuto abbandonare, con Robert De Niro che ha assunto il ruolo.
Il film è stato prodotto in concomitanza con Alla ricerca di Nemo, un altro film d'animazione della Pixar incentrato sui pesci ed uscito un anno prima di Shark Tale. L'amministratore delegato della DreamWorks Animation, Jeffrey Katzenberg, ha difeso il film, affermando: "qualsiasi somiglianza è pura coincidenza. Siamo stati aperti con le persone della Pixar, quindi non ci calpestiamo a vicenda".

## Colonna sonora
La colonna sonora del film è Car Wash della cantante Christina Aguilera e la rapper Missy Elliott, le quali appaiono nei panni di una medusa e un pesciolino alla fine del film. È stata pubblicata su etichette DreamWorks Records e Geffen Records.

## Distribuzione
Il film è stato distribuito nelle sale cinematografiche statunitensi a partire dal 1º ottobre 2004. In Italia è uscito il 25 febbraio 2005.

## Accoglienza

### Incassi
Il film ha incassato 367,3 milioni di dollari nel mondo, di cui 160,8 milioni nel Nord America e quasi 206,4 milioni nel resto del mondo.

### Critica
Il film ha ricevuto recensioni miste da parte della critica, tendenzialmente negative. Sull'aggregatore di recensioni Rotten Tomatoes ha un indice del gradimento del 35% basato su 181 recensioni con un voto medio di 5,2 su 10. Il consenso critico del sito cita: "Derivato e pieno di battute sulla cultura pop". Su Metacritic ottiene un punteggio di 48 su 100 basato su 36 recensioni.
Il critico cinematografico Roger Ebert ha assegnato al film 2 stelle su 4, affermando: "Dal momento che il pubblico destinato a Shark Tale è principalmente composto da bambini, quanti di loro hanno visto Il padrino classificato come R e tutte le battute al suo interno? Non pochi, suppongo, e alcuni dei suoi personaggi e dialoghi sono diventati di dominio pubblico. Ma è strano che un film per bambini sia basato sulla parodia di un film di gangster per adulti del 1972". Ebert ha anche affermato che i bambini difficilmente potrebbero godersi un film su personaggi adulti con problemi da adulti come un triangolo amoroso elaborato o un protagonista che vuole sdebitarsi con degli strozzini, e lo ha confrontato sul film d'animazione sui pesci della Pixar Alla ricerca di Nemo che, secondo Ebert, era caratterizzato da una trama più semplice con cui il pubblico ci si poteva identificare più facilmente.
Invece Richard Roeper ha affermato che, sebbene non fosse ai livelli di Alla ricerca di Nemo, era "un film a cui valeva la pena dare un'occhiata".

## Riconoscimenti
- 2005 - Premio Oscar
  - Candidatura al miglior film d'animazione a Bill Damaschke[14]
- 2005 - Premio BAFTA
  - Candidatura al miglior film d'animazione a Bill Damaschke
- 2005 - Saturn Award
  - Candidatura al miglior film d'animazione a Bill Damaschke
- 2005 - Teen Choice Award
  - Candidatura al miglior film d'animazione o fatto al computer
- 2004 - Visual Effects Society
  - Candidatura al miglior personaggio animato (Angie) a Renée Zellweger e Ken Duncan
- 2005 - ASCAP Award
  - Top Box Office Films a Hans Zimmer
- 2005 - Annie Awards
  - Candidatura alla miglior sceneggiatura a Michael Wilson e Rob Letterman
  - Candidatura ai migliori effetti animati a Scott Cegielski
  - Candidatura alla miglior animazione dei personaggi a Ken Duncan
  - Candidatura al miglior character design a Carlos Grangel
  - Candidatura alla miglior scenografia a Armand Baltazar, Samuel Michlap e Pierre-Olivier Vincent
- 2005 - BET Awards
  - Candidatura al miglior attore a Will Smith
- 2005 - Artios Award
  - Miglior casting per un film d'animazione a Leslee Feldman
- 2005 - Kids' Choice Award
  - Miglior doppiaggio a Will Smith
- 2005 - Golden Reel Award
  - Candidatura al miglior montaggio sonoro
- 2005 - BET Comedy Awards
  - Candidatura alla miglior performance in un film d'animazione a Will Smith
- 2004 - Golden Schmoes Awards
  - Candidatura al miglior film d'animazione[15]